# Maynal
Maynal és un municipi francès situat al departament del Jura i a la regió de Borgonya - Franc Comtat. L'any 2007 tenia 289 habitants.

## Demografia

### Població
El 2007 la població de fet de Maynal era de 289 persones. Hi havia 124 famílies de les quals 44 eren unipersonals (28 homes vivint sols i 16 dones vivint soles), 40 parelles sense fills i 40 parelles amb fills.
La població ha evolucionat segons el següent gràfic:
Habitants censats

### Habitatges
El 2007 hi havia 190 habitatges, 131 eren l'habitatge principal de la família, 19 eren segones residències i 41 estaven desocupats. 174 eren cases i 16 eren apartaments. Dels 131 habitatges principals, 106 estaven ocupats pels seus propietaris, 23 estaven llogats i ocupats pels llogaters i 2 estaven cedits a títol gratuït; 2 tenien una cambra, 2 en tenien dues, 18 en tenien tres, 42 en tenien quatre i 67 en tenien cinc o més. 121 habitatges disposaven pel capbaix d'una plaça de pàrquing. A 62 habitatges hi havia un automòbil i a 59 n'hi havia dos o més.

### Piràmide de població
La piràmide de població per edats i sexe el 2009 era:
| Homes | Edats   | Dones |
| ----- | ------- | ----- |
| 0     | 95 o +  | 0     |
| 0     | 90 a 94 | 0     |
| 4     | 85 a 89 | 4     |
| 8     | 80 a 84 | 4     |
| 16    | 75 a 79 | 16    |
| 24    | 70 a 74 | 12    |
| 4     | 65 a 69 | 0     |
| 4     | 60 a 64 | 16    |
| 12    | 55 a 59 | 4     |
| 4     | 50 a 54 | 12    |
| 12    | 45 a 49 | 12    |
| 12    | 40 a 44 | 12    |
| 4     | 35 a 39 | 4     |
| 8     | 30 a 34 | 8     |
| 8     | 25 a 29 | 0     |
| 8     | 20 a 24 | 4     |
| 0     | 15 a 19 | 20    |
| 0     | 10 a 14 | 4     |
| 12    | 5 a 9   | 0     |
| 8     | 0 a 4   | 0     |

## Economia
El 2007 la població en edat de treballar era de 182 persones, 130 eren actives i 52 eren inactives. De les 130 persones actives 118 estaven ocupades (64 homes i 54 dones) i 12 estaven aturades (4 homes i 8 dones). De les 52 persones inactives 23 estaven jubilades, 8 estaven estudiant i 21 estaven classificades com a «altres inactius».

### Ingressos
El 2009 a Maynal hi havia 137 unitats fiscals que integraven 296 persones, la mediana anual d'ingressos fiscals per persona era de 17.094 €.

### Activitats econòmiques
Dels 11 establiments que hi havia el 2007, 2 eren d'empreses de construcció, 1 d'una empresa de comerç i reparació d'automòbils, 1 d'una empresa financera, 1 d'una empresa immobiliària, 4 d'empreses de serveis i 2 d'empreses classificades com a «altres activitats de serveis».
L'únic servei als particulars que hi havia el 2009 era un paleta.
L'únic establiment comercial que hi havia el 2009 era una botiga de menys de 120 m².
L'any 2000 a Maynal hi havia 9 explotacions agrícoles que ocupaven un total de 560 hectàrees.

## Poblacions més properes
El següent diagrama mostra les poblacions més properes.